# Запруднов, Михаил Васильевич
Михаил Васильевич Запру́днов (1908—1974) — проектировщик ГЭС, лауреат Сталинской премии первой степени (1950).

## Биография
Родился 2 января 1908 года в Москве. Окончил факультет инженерных сооружений Ленинградского института инженеров железнодорожного транспорта, инженер по изысканию, проектированию и постройке туннелей (1935).
Инженер-проектировщик в Бюро Нивы Ленинградского отделения института «Гидроэнергопроект» (1935—1937); руководитель группы подземных работ, начальник производственно-технического отдела, заведующий сектором деривации УС «Нивагэсстрой» на строительстве первой в СССР подземной гидроэлектростанции Нива-3 (1937—1941).
В 1941—1942 годы начальник проектного бюро Управления полевого строительства № 26. Готовил документацию для строительства оборонительных сооружений на Кольском полуострове.
С 1942 года зам. начальника технического отдела, с 1943 года начальник производственного отдела завода № 310 (Кандалакша). Участвовал в налаживании производства ППШ. 
В 1944—1951 годы начальник технического отдела УС «Невагэсстрой».
В 1951—1956 годы — начальник ПТО (производственно-технического отдела) УС «Горьковгэсстрой». В 1956 — 1974 годы начальник отдела № 14 по проектированию организации работ в гидротехническом строительстве в Ленинградском отделении института «Оргэнергострой».
Участвовал в проектных работах для строительства Горьковской, Красноярской, Зейской, Токтогульской, Ингурской, Прибалтийской и Нарвской ГЭС и ГРЭС, Таджикского алюминиевого завода.
Умер 29 июня 1974 года.

## Признание
- Сталинская премия первой степени (1950) — за разработку проекта и сооружение ГЭС
- орден Трудового Красного знамени (1950)
- орден Красной Звезды (26.8.1942).
- медаль «За оборону Советского Заполярья» (1945)
- медаль «За доблестный труд в Великой Отечественной войне 1941—1945 гг.» (1947)
- медаль «За трудовое отличие» (1952)
- медаль «За трудовую доблесть» (1954)
- Серебряная медаль ВДНХ (1965)
- Отличник энергетики и электрификации СССР

Сочинения
- Крупнопанельные перекрытия зданий тепловых и гидравлических электростанций. Энергетическое строительство, 1962, выпуск 32.